# 幸福の黄色いハンカチ

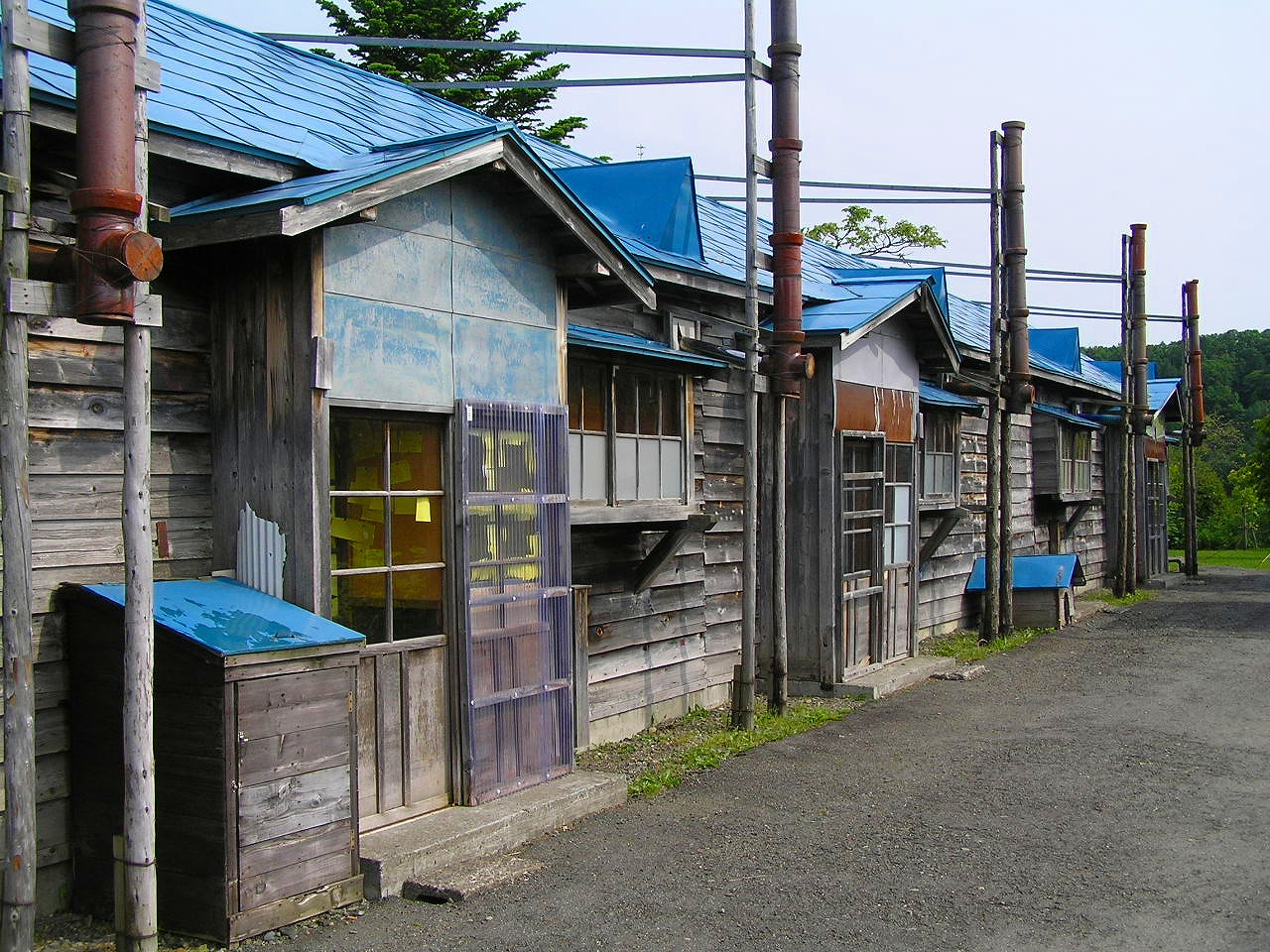
光枝の待つ家

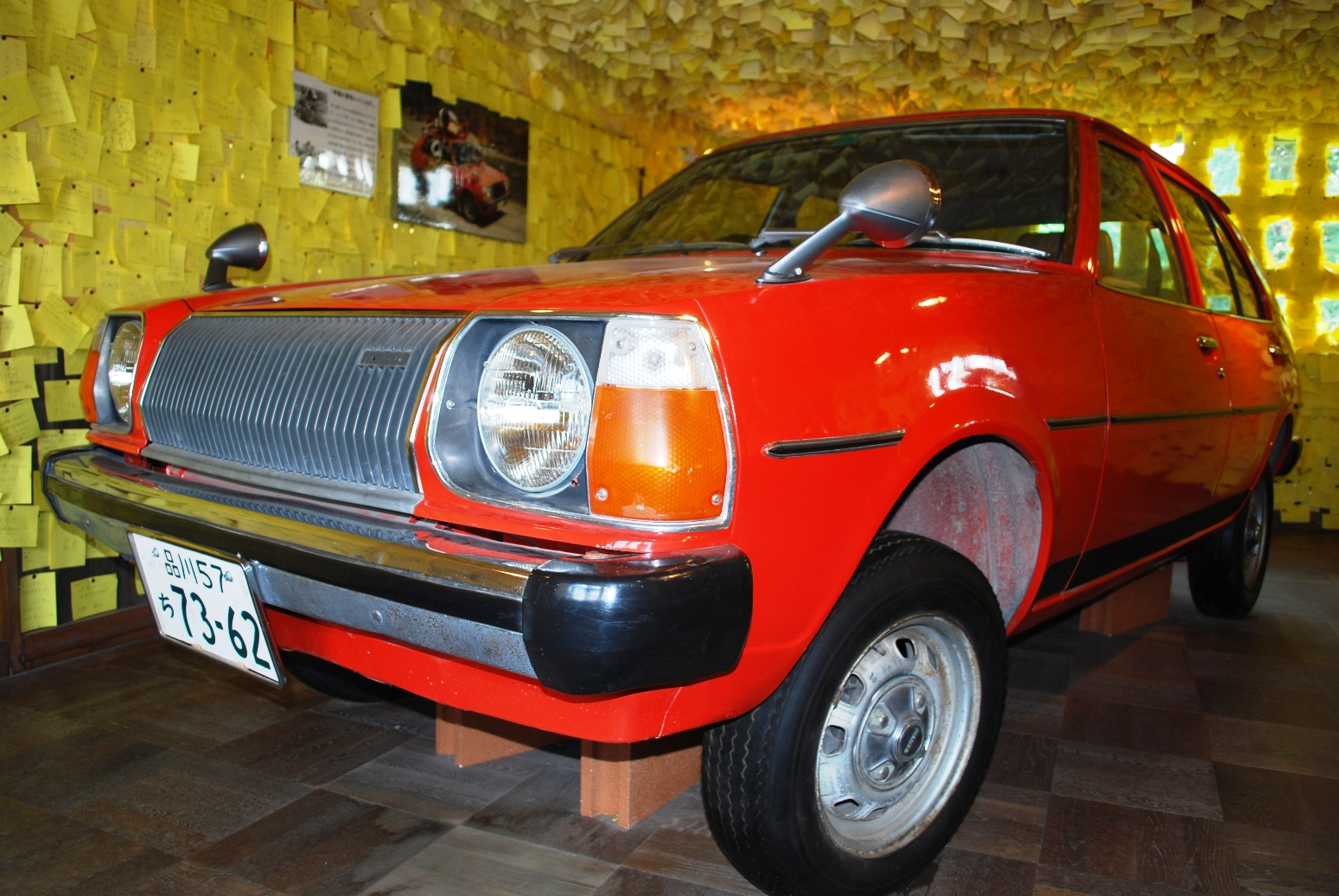
『幸福の黄色いハンカチ』に使用された真っ赤なファミリア

『幸福の黄色いハンカチ』（しあわせのきいろいハンカチ）は、1977年の日本映画。監督：山田洋次、主演：高倉健。

## 解説
1971年に『ニューヨーク・ポスト』紙に掲載されたピート・ハミルのコラム『Going Home』をベースに、北海道を舞台に撮影された日本のロードムービーの代表作である。
高倉健、倍賞千恵子といったベテラン俳優から、映画初出演となる武田鉄矢、その共演に桃井かおり、さらには脇役に渥美清を据えるなど、豪華な布陣で臨んだ同作品は、俳優陣の演技はもちろんのこと、シンプルながら観衆の心情に深く訴えかけるストーリーが高い評価を得た。第1回日本アカデミー賞や第51回キネマ旬報賞、第32回毎日映画コンクール、第20回ブルーリボン賞や第2回報知映画賞など、国内における同年の映画賞を総ナメにしている。高倉健、倍賞千恵子が初共演している。
日本では昭和52年10月1日（土曜日）に公開され、後にキャスティングを変え、テレビドラマ化や日本国外でも映画化された。

## あらすじ
「もし、まだ1人暮らしで俺を待っててくれるなら…鯉のぼりの竿に黄色いハンカチをぶら下げておいてくれ。それが目印だ」
恋人の伸子と失恋してヤケになった花田欽也（武田鉄矢）は、勤めていた工場を突然退職。その退職金で真っ赤なファミリア（4代目のFRファミリア）を購入し、失恋の傷を癒すため一人フェリーに乗り北海道を目指す。釧路から網走にやって来た欽也は、駅前で片っ端に女性に声を掛け始める。
一方、網走刑務所からは、刑期を終えた元炭鉱夫の島勇作（高倉健）が出所してくる。その後、食堂に寄って瓶ビールを飲みながら、醤油ラーメンとカツ丼を注文する。食事を済ませ郵便局に寄った勇作は、ハガキを一枚書いて投函する。
網走にいた欽也は、同じく職場で恋人を同僚に取られ、東京から一人傷心旅行に来た朱美（桃井かおり）をナンパして一緒に食事する。欽也は朱美とドライブを始める。海岸にやって来た2人は、同じくそこに立ち寄っていた勇作に写真を撮ってもらう。2人はその縁で彼を車に乗せ、3人旅を始めることになる。
その晩、阿寒湖温泉の宿で、欽也は朱美を口説き始め、「キスだけ」と言いながらのしかかる。抵抗していた朱美は急に動かなくなり泣き始める。隣室の勇作は騒ぎを聞き欽也を一喝する。
3人は何かと崩れそうになりながらも旅を続けてゆく。あくる日、陸別駅前の小さな食堂でカニを食べながら雑談していたところ、勇作と欽也が同じ福岡県出身ということが判明する。その後、運転途中で腹痛を覚えて、路上に車を置いたままトイレに駆け込んだ欽也に代わり対向車のトラクターを通すため、「これでも仮免まで行った」という朱美がハンドルを握るが、車を脱輪させてしまった上に農地を暴走し干し草の俵に車を突っ込ませてしまい、二人は口論になり朱美は泣き出してしまう。勇作の交渉の結果、その農家に泊まることになる。欽也と同室になった勇作は、今までの欽也の朱美に対する不節操な態度に対し、「お前、それでも九州の人間か！」「そういうのを草野球のキャッチャーってんだ、ミットもないってことだ！」と叱責する。そして車中の会話から、勇作はかつて暮らした夕張に向かっていることが明らかになる。
帯広の駐車場では、欽也が邪魔なリンカーン・コンチネンタルを蹴り飛ばす。すると乗っていたヤクザ風の男（たこ八郎）に殴りつけられるが勇作の反撃で難を逃れる。そのまま勇作が車を運転していったことで、物語は大きく展開していく。彼らの車は強盗事件の一斉検問に引っ掛かり、勇作が無免許運転であったことが判明。無免許の理由を問われ、一昨日までの6年間、殺人罪で刑務所に入っていたことを話す。最寄の新得警察署に連行されるが、そこには、かつて勇作の事件を担当した渡辺勝次（渥美清）が偶然勤務しており、彼の温情で事無きを得る。刑務所帰りがバレた勇作は汽車で行くと言うが3人旅は続いていく。
車や旅館の部屋の中で、勇作は徐々に自分の過去を語る。肩で風を切り粋がっていた若い時分に人生をやり直したいと北海道に来て炭鉱で働き始めるが、仕事は辛く仲間も出来ない。そんなときに、いつも買い物に寄るスーパーのレジ係だった光枝（倍賞千恵子）を見かけ、荒んだ心に光りが差す。やがて結婚、そして幸せな新婚生活。光枝が妊娠したらしいということで喜ぶ勇作。父親が戦死したため父親を知らずに育ってきたので余計に嬉しかったのだ。病院に行くという光枝に早く知りたいと言い、「もし妊娠していたら、竿の先に黄色いハンカチを揚げておく」という光枝の言葉に、勇んで仕事に出て行く。仕事帰りに竿の先にはためく1枚の黄色いハンカチを見つけた勇作は天にも昇る気持ちだった。しかし数日後、「無理をするな」と言ったにもかかわらず力仕事をした光枝は流産してしまう。病院で勇作は光枝の過去を知ることになる。それは5年前の流産。立腹してヤケ酒をあおりながら、「俺は隠し事をする女は嫌いだ」と言った。光枝が「流産の話を聞かなかったから」というのに、絶望した勇作はヤケになり、夜の繁華街に繰り出し、偶然、肩が当たったチンピラ（赤塚真人）とケンカをして相手を死なせてしまう。
逮捕され、刑務所に入った勇作は離婚を決意する。面会に訪れた光枝に勇作は、「今ならお前はまだ若いし、その気なら良い男もいるかも知れん、幸せになれ」と諭す。「あんたって勝手な人だねぇ、会った時もそうだったけど」と光枝は泣いてしまうが、これが不器用な生き方しか出来ない、彼流の男の愛情表現だった。責める朱美に「俺があいつにしてやれることはそれだけだ」「どうしてこんなヤクザに生まれついたのかな」と嘆く。「明日は札幌でお別れだな」「仕事なかったら東京へ行くかも」とも言う。欽也は涙にくれる。
小広場で「銀座カンカン娘」を歌っている人々（統一劇場）の傍を通るが、勇作は空にはためく鯉のぼりを見て感慨深げ。勇作は1人で夕張に向かうという。理由を尋ねると、出所直後の網走で光枝宛てに葉書を出していたことを告白する。葉書には「もし、まだ1人暮らしで俺を待っててくれるなら…鯉のぼりの竿に黄色いハンカチをぶら下げておいてくれ。それが目印だ。もし、それが下がってなかったら、俺はそのまま引き返して、2度と夕張には現れない」と書いたという。それを聞いた欽也と朱美は、迷わず一緒に夕張に行くことを決心する。
「やっぱり引き返そう」「どう考えたってあいつが一人でいるはずがない」「誰かと一緒になっているよ」と揺れる男の気持ちと、それを励ます2人。「あいつが俺を待っているはずはない」と臆病になる勇作は、引き返すことを要求し一度はそうするが、朱美の「万一ということがあるでしょ、万一待っていたら奥さんはどうなるの？」という説得に応えて再び夕張に向かう。車は夕張の町に入って行く。もう外を見ていられない勇作に、朱美が景色を逐一説明し勇作はそれに答える。「踏切越えたわよ」の声に勇作は道を説明する。子どもたちの「背くらべ」の歌が聞こえてくる。欽也は「もしかしたら引っ越してしまっているかもしれないな」と考える。やがて車は止まり、欽也と朱美は外へ出て辺りを見回す。
見つからずに「今、風呂屋の前にいるんだけど」と欽也が言うと彼の視線にある物が映っていた。朱美が欽也に声をかけると「ほらー、あれ！」と叫ぶ。視線の先には、なんと数十枚もの黄色いハンカチが風にたなびいていた。勇作の背中を押し出す二人。歩いて来る勇作を見ているうちに込み上げるものがあり、わっと顔を伏せる光枝。
勇作が妻の肩を抱き家の中に消えていく姿を見届けた欽也と朱美は、車中で自然に手を握り合い、強く抱き合いキスをする。夕張の街を背景にこいのぼりの竿に掲げた幸福の黄色いハンカチがたなびいていた。

## エピソード
- 山田は製作にあたりピート・ハミル側と交渉したが、代理人によるとハミルは日本の電気製品がアメリカ市場を荒らしているとして日本に好意を持っておらず、作品の上映は日本国内限定で海外に出すことは絶対に認めないとの厳しい条件つきで承認を得た。封切り後、高い評価を得ていくつかの賞を受賞したことから配給の松竹は海外への輸出を考え、ハミルに認めてもらうため山田がニューヨークに出向いて映写会を開いた。字幕もなく通訳が要点を説明するだけだったが、鑑賞したハミルは「ビューティフル」と称賛し喜んで輸出に賛成したという[5]。
- 倍賞千恵子がこの話を知ったのは、渡辺貞夫の家を訪問し親しい娘に、原作とは別にこの話を元にしたドーンの歌「幸せの黄色いリボン」を聴かせてもらい、英語歌詞を日本語に訳して紹介され倍賞が感動した事に始まる[6]。山田洋次が原作を知ったのは、「男はつらいよ」撮影の合間に、倍賞が、歌「幸せの黄色いリボン」を口ずさんでいて、それを聞いて質問して教えてもらったのがきっかけ[7][注釈 2]。歌詞の意味を聞いた山田は「樫の木に黄色いリボンが花のように咲く」イメージが浮かび、勇作が出所した網走から光枝の待つ夕張までは絶対に黄色いものを撮らないことに決めたという[8]。
- 撮影開始日は5月1日。釧路での洋服店の撮影時にちょうどメーデーの労働者デモが行われていたために監督は覚えているという[9]。そのメーデーのシーンは作中に使用されている。
- 勇作は、看護師から光枝に対する問いかけにより流産を知るが、医療従事者には守秘義務が課せられており、実際には、家族の前で過去の流産経験等について問診を行うことはない。
- ラストシーンで幾多のハンカチが風になびくシーンは、大型扇風機を準備して撮影に挑んだが良い絵が撮れず、3 - 4日かけて自然の風を待ち、撮影を行った[9]。
- 夕張市日吉地区の炭鉱住宅はほとんどが撤去されたが、ラストシーンの背景となった五軒長屋は夕張市が「幸福を希うやかた」の名で記念資料館として一般開放し、幟に結びつけられた黄色いハンカチと赤いファミリアが保存されている[10]。2014年11月10日午前3時49分に高倉が死去したことを受けて、ロケ現場を再現した観光施設「幸福の黄色いハンカチ想い出広場」が11月19日から11月30日まで臨時開館され、訪れたファンが献花した[11]。ドラマ版の焼尻島でも、黄色いハンカチが保存されている。
- 本作に先だつ1975年に撮影・公開された、同じ高倉主演の名作映画『新幹線大爆破』において、高倉が爆破予告をイタズラ電話でないと証明するため、貨物列車を爆破するシーンは、上記ロケ現場の近くを走っていた、北海道炭礦汽船真谷地炭鉱専用鉄道で撮影されている。
- 地上波におけるテレビでの放送は、ほぼ日本テレビが放送を行っている。初めて地上波で放送されたテレビ局も日本テレビ系だった[注釈 3]。2001年3月22日には、初めてテレビ東京で放送された。2011年4月14日に再びテレビ東京で「山田洋次監督50周年名作シネマ特別企画」として放送された。

### 高倉健関連
- 高倉としても、長年続いた仁俠映画から久々の人情ドラマであり、また役者として再起を図るために参加しており、転換点となった作品である。それを連想させる台詞も劇中に存在する。高倉は山田の作品に対する情熱に感銘を受けたとされ、のちに自分が強い影響を受けた映画監督として石井輝男と共に山田の名を挙げている。なお高倉と山田は同年生まれである。
- 刑務所から出てきたばかりの勇作が、食堂でビールを飲み干し、ラーメンをむさぼるように食べる場面（カツ丼も注文しているが、実際に食べているのはラーメンのみ）では、高倉は実際に2日間何も食べずに、この撮影に臨んだという。
- 2014年11月10日午前3時49分に高倉が逝去。これを受けて同月28日、日本テレビ系列の金曜ロードSHOW!において、追悼企画としてデジタルリマスター版が放送された[12][注釈 4]。

### 武田鉄矢関連
- この映画に出演依頼が来る直前、武田の妻は長女を身ごもっていた。1976年当時の武田は「母に捧げるバラード」の “一発屋” として鳴かず飛ばずの状態で、妻と一緒に飲み屋で皿洗いなどのアルバイトで生計を立てていた。アルバイトを終えて深夜の東京の街を妻と歩いて帰宅する途中、妻は「今がどん底だから、もうこれから先は下はない。これから良いことがやってくるわよ」と言う。その直後に、この映画出演の話が舞い込んだ。
- 何故山田からオファーがあったのかは、武田自身も未だにはっきりとは判らず、「売れてない歌手をからかいにでも来たのか」と思ったとのこと。[13]DVD映像特典の監督インタビューによれば、登場させる若者の男女のうち、都会出身の女性は桃井かおりにすんなり決まったものの、これと対置する地方出身の男性のキャスティングが難航していた時に、プロデューサーが山田に紹介したことから決まったとある。
- 歌手としてのキャリアしかなかった当時の武田は、監督の山田から相当厳しく演技を教え込まれたようで、撮影前の食事はほとんど喉を通らなかったという。が、撮影を終えると色々な話を聞かせてもらったといい、その時の話を、後に海援隊で「幸福の黄色いハンカチ」という曲（朗読詩）として披露している（1983年発表の海援隊のライブアルバム「ラストライブ」に収録）。
- 撮影当時、武田は運転免許証を取得しておらず、運転するシーンはトレーラーで牽引しながら撮影された。ロングで撮る場合などは、背格好などが似た小道具スタッフの露木幸次が鬘を付け運転した。なお、DVD映像特典の監督インタビューによれば、武田は1996年8月種子島の教習所で取得した[注釈 5]。撮影当時仮免許は持っていたが、運転は下手だったという。
- 映画の中盤、ファミリアの中で流れる『なごり雪』は、武田の推薦で決まった。監督に「最近の若い人ではどんな曲が流行っているの?」と訊かれ、自分の曲である「あんたが大将」を押したかったが『なごり雪』を薦め、人生で初めて人に譲った体験だと語っている[14]。
- 欽也と勇作が最後に別れるシーンの撮影時、武田は台本通りになかなか泣けなかった。この時、武田の元に高倉が寄って来て、長期間の撮影に感謝する旨を述べると、武田は感激してぼろぼろと涙を零したという。この瞬間に、別れのシーンが撮影された。

### その他俳優関連
- 当初朱美役は山口百恵を想定していたが、スケジュールの調整がうまく行かず、出演を断られたため桃井かおりに決まり、桃井に合う男性として、高倉と同県出身の武田を抜擢した。高倉は福岡県中間市出身、武田は福岡市博多区出身、作中ではお互いの出身地について語り合うシーンがある。
- 桃井が、駅で「まだ2時間もあるわ」という台詞は、「“わ” は上がりましょう」と山田監督にイントネーションの変更を要求されて、50数テイクを要したという[15][16]。
- 勇作と光枝の再会シーンについて、山田監督はずっとロングで撮影してロケを終えた。ところが、編集担当者の「やはり、ここで観客が一番観たいのは、ずっと待っていた妻の顔なのでは」という意見を聞き入れ、倍賞のアップのワンカットのためだけに、倍賞と少数の撮影スタッフだけで夕張での追加ロケを行った。

## スタッフ
- 監督：山田洋次
- 製作：名島徹
- 原作：ピート・ハミル 「黄色いリボン」（『ニューヨーク・スケッチブック』所収、高見浩訳、河出書房新社）
- 脚本：山田洋次、朝間義隆
- 撮影：高羽哲夫
- 音楽：佐藤勝
- 美術：出川三男
- 録音：中村寛
- 調音：松本隆司
- 照明：青木好文
- 編集：石井巌
- スチール：長谷川宗平
- 監督助手：五十嵐敬司
- 装置：小島勝男
- 装飾：町田武
- 衣裳：松竹衣裳
- 現像：東洋現像所
- 進行：玉生久宗
- 協力：東洋工業・マツダグループ
- 製作主任：峰順一
- 映倫：19096

※スタッフ本編クレジット表記順

## 出演
- 島勇作：高倉健
- 島光枝：倍賞千恵子
- 小川朱美：桃井かおり
- 花田欽也：武田鉄矢
- 旅館の親父：太宰久雄
- チンピラ：赤塚真人
- ラーメン屋の女性店員：岡本茉利
- 警官：梅津栄
- 警察署で泣く女：三崎千恵子
- 検問の警官：笠井一彦
- 町工場の社長：里木左甫良
- 農夫：小野泰次郎
- 農夫：河原裕昌
- 帯広のヤクザ風：たこ八郎
- 交通課長：山本幸栄
- 朱美の同僚：川井みどり
- 警官：長谷川英敏
- 旅館の仲居：谷よしの
- 警官：羽生昭彦
- 統一劇場
- 渡辺勝次：渥美清

※本編クレジット表記順　

## 受賞
- 第1回日本アカデミー賞
  - 最優秀作品賞
  - 最優秀監督賞：山田洋次
  - 最優秀脚本賞：山田洋次・朝間義隆
  - 最優秀主演男優賞：高倉健
  - 最優秀助演男優賞：武田鉄矢
  - 最優秀助演女優賞：桃井かおり
  - 優秀主演女優賞：倍賞千恵子
  - 優秀音楽賞：佐藤勝
- 第51回キネマ旬報ベスト・テン
  - 日本映画ベスト・テン第1位
  - 監督賞：山田洋次
  - 脚本賞：山田洋次・朝間義隆
  - 主演男優賞：高倉健
  - 助演男優賞：武田鉄矢
  - 助演女優賞：桃井かおり
  - 読者選出日本映画第1位
  - 読者選出日本映画監督賞：山田洋次
- 第32回毎日映画コンクール
  - 日本映画大賞
  - 監督賞：山田洋次
  - 脚本賞：山田洋次・朝間義隆
  - 男優演技賞：高倉健
  - 音楽賞：佐藤勝
  - 録音賞：中村寛
- 第20回ブルーリボン賞
  - 作品賞
  - 監督賞：山田洋次
  - 主演男優賞：高倉健
  - 助演女優賞：桃井かおり
- 第2回報知映画賞
  - 作品賞
  - 主演男優賞：高倉健

## ランキング
- 平成元年（1989年）「大アンケートによる日本映画ベスト150」（文藝春秋発表）第16位。

## 地上波放送履歴
| 回数  | テレビ局   | 番組名                               | 放送日         | 視聴率 |
| ----- | ---------- | ------------------------------------ | -------------- | ------ |
| 初回  | 日本テレビ | 水曜ロードショー                     | 1980年4月16日  | 37.3%  |
| 2回目 | 日本テレビ | 水曜ロードショー                     | 1981年9月23日  | -      |
| 3回目 | 日本テレビ | 金曜ロードショー                     | 1993年5月14日  | -      |
| 4回目 | 日本テレビ | 金曜ロードショー                     | 1996年8月16日  | -      |
| 5回目 | 日本テレビ | 金曜ロードショー                     | 1998年8月21日  | -      |
| 6回目 | テレビ東京 | 木曜洋画劇場                         | 2001年3月22日  | -      |
| 7回目 | 日本テレビ | 金曜ロードショー                     | 2005年4月15日  | -      |
| 8回目 | テレビ東京 | 山田洋次監督50周年名作シネマ特別企画 | 2011年4月14日  | -      |
| 9回目 | 日本テレビ | 金曜ロードSHOW!                      | 2014年11月28日 | -      |

## テレビドラマ

### TBSドラマ版
1982年（昭和57年）、TBSで菅原文太主演で連続ドラマ化された。全5回。

映画を監督した山田洋次は、当初からテレビドラマ化を考えており、自ら設定や脚本の手直しをするなど、全面的に協力している。誠の運転する車は三菱・デリカスターワゴンである。
2015年にDVDがリリース。放送から33年経って初のパッケージ化となった。

#### 放送日時
- 1982年8月29日 - 9月26日（毎週日曜日）20:00 - 20:55
- （2時間編集版）1983年12月30日（金曜日）19:00 - 20:54

#### 挿入歌
- ドーン「幸せの黄色いリボン」

#### スタッフ
- 製作：三船プロダクション、TBS
- プロデューサー：元村武、石坂久美男、山本典助、石橋晋也、竹内一夫
- 原作：ピート・ハミル 「黄色いリボン」（『ニューヨーク・スケッチブック』所収、高見浩訳、河出書房新社
- 脚本：高橋正圀、朝間義隆、黒土三男
- 技斗︰金田治（ジャパンアクションクラブ）
- 撮影：石垣力、高田裕
- 音楽：佐藤勝
- 美術：沢井義雄
- 音声：渡辺敏博
- 照明：上島忠宣
- 編集：一戸鮎美
- 装置・装飾：にっかつ美術
- 制作：河井正一、中島智之、宮下博
- 監督：栗山富夫
- 助監督：森清和夫

#### 出演
- 島勇作：菅原文太
- 島光枝：泉ピン子
- 泉川幸子：田中好子
- 八田誠：アパッチけん
- 光石研
- 音無真喜子
- 安岡力也
- 三波伸介
- 三船敏郎

### 日本テレビドラマ版
日本テレビ系列で、2011年10月10日の21:00 - 23:18（JST）に放送。副音声では音声多重放送（解説放送）を実施、そのアイパートナーは石丸博也が務めた。東日本大震災をきっかけに、物語の背景を2011年に変更、ロードムービーであった映画版に対し、舞台を北海道北西部の苫前郡羽幌町内に固定し、一行の目的地を同町に属する焼尻島に変更した。島勇作を演じるのは阿部寛で、小川朱美役は堀北真希、島光枝役は夏川結衣がそれぞれ演じる。なお、映画版で花田欽也役の武田鉄矢が渡辺署長役で、光枝役の倍賞千恵子が房江役でそれぞれ出演する。また、堀北真希扮する朱美が運転する車はスバル・プレオの初代モデルである。視聴率11.6%。

#### 出演
- 島勇作：阿部寛
- 小川朱美：堀北真希
- 花田欽也：濱田岳
- 島光枝：夏川結衣
- 房江：倍賞千恵子
- 渡辺署長：武田鉄矢
- 行商のおばさん：中村玉緒
- 田所：でんでん
- 洋介：水上剣星
- 小川早苗：荻野目慶子
- 山倉：遠藤憲一
- 照代：草笛光子

ほか

#### スタッフ
- 企画制作：日テレ
- 脚本・監修：山田洋次
- 脚本：尾崎将也
- 演出：岩本仁志（日テレ）
- 音楽：池頼広
- 音響効果：帆苅幸雄
- 技術協力：ビデオスタッフ、NiTRo
- 編集・MA：松竹映像センター
- 美術協力：東京美工、大泉美術
- スタジオ：東映東京撮影所
- ロケ協力：羽幌町、羽幌沿海フェリー、沿岸バス　ほか
- チーフプロデューサー：田中芳樹
- プロデューサー：西牟田知夫（日テレ）、佐々木淳一（松竹）
- 制作協力：札幌テレビ[20]
- プロダクション協力：松竹撮影所東京スタジオ
- 制作著作：松竹

## 日本国外でのリメイク
1981年、タイで『もしあなたがまだ私を愛しているなら』(チャートリーチャルーム・ユコン監督）としてリメイク。ユコン監督はタイ王族の一人で、日本版がタイに輸入公開されないのに業を煮やし、自分で撮影してしまったという作品である。
2008年、アメリカで『イエロー・ハンカチーフ（The Yellow Handkerchief ）』としてリメイク。高倉健、倍賞千恵子が演じた役を、ウィリアム・ハート、マリア・ベロが演じている。2007年、米国版のプロデューサーのアーサー・コーンが来日し、山田洋次監督と会談した。製作発表は、2007年2月12日におこなわれた。2007年3月下旬に撮影開始、5月に撮影終了。日本公開は2008年春の予定であったが、延期になり2010年6月26日に公開。監督は、インド系イギリス人のウダヤン・プラサッド。朱美役の桃井かおりが、モーテルの女主人役で特別出演した。

## その他
- 2004年、イラクに派遣される自衛隊員の安全を願って、この映画をヒントに黄色のハンカチを目立つ所に掲げる「黄色いハンカチ運動」が広がっていることについて、映画を監督した山田は「映画のハンカチは夫婦愛の証し。戦争に行く兵士の無事を願うこととは本質的に違う」「戦争のにおいがする話では全くない」と強い違和感を示し、「イラクに派遣される自衛隊員と、その家族の不安はよく理解できる」としながらも、「こじれた愛情を回復するという映画が、憲法の大問題にかかわる話に使われるのは妙な感じ」と述べている。またアメリカで定着している、最愛の人が戦場から無事帰還することを願って黄色いリボンを自宅などに飾る習慣を真似することは「イラク派兵を認めてしまうことになる。（日本の黄色いハンカチ運動は）大味なことをしていると感じられる」と語っている[21]。
- 藤子・F・不二雄の漫画『エスパー魔美』第23話「電話魔はだれ?」の話に、この映画の事が出てくる。この話は小学館「てんとう虫コミックス」第4巻、「藤子・F・不二雄大全集」第2集、「小学館コロコロ文庫」第3巻、および中央公論社（現・中央公論新社）「藤子不二雄ランド」第4巻（絶版）にそれぞれ収録されている。
- 日本テレビ系の『24時間テレビ 「愛は地球を救う」』にて、出演者が着用しているTシャツのメイン色が黄色であるのは、この映画の影響である[要出典]。
- 2015年放送のテレビドラマ『不便な便利屋』に「幸せの黄色いネッカチーフ」という居酒屋が登場している。
- CS放送のチャンネルNECOでは、映画版に加え、菅原版と阿部版のドラマ版も随時再放送されている。
- 公開40年を記念し、地元がフランチャイズであるプロ野球球団北海道日本ハムファイターズが2017年限定ユニフォームに同作を元にしたユニフォーム「ハッピーイエロー」を着用[22]。5月21日のオリックス戦では、映画出演者の一人である倍賞千恵子がスペシャルゲストとして登場した[23][24]。
- 「黄色いハンカチ作戦」という防災時の安否確認がある。家にいる家族が全員無事ならば玄関先に黄色い布を出す、というもの[25]。